# Mirácoli

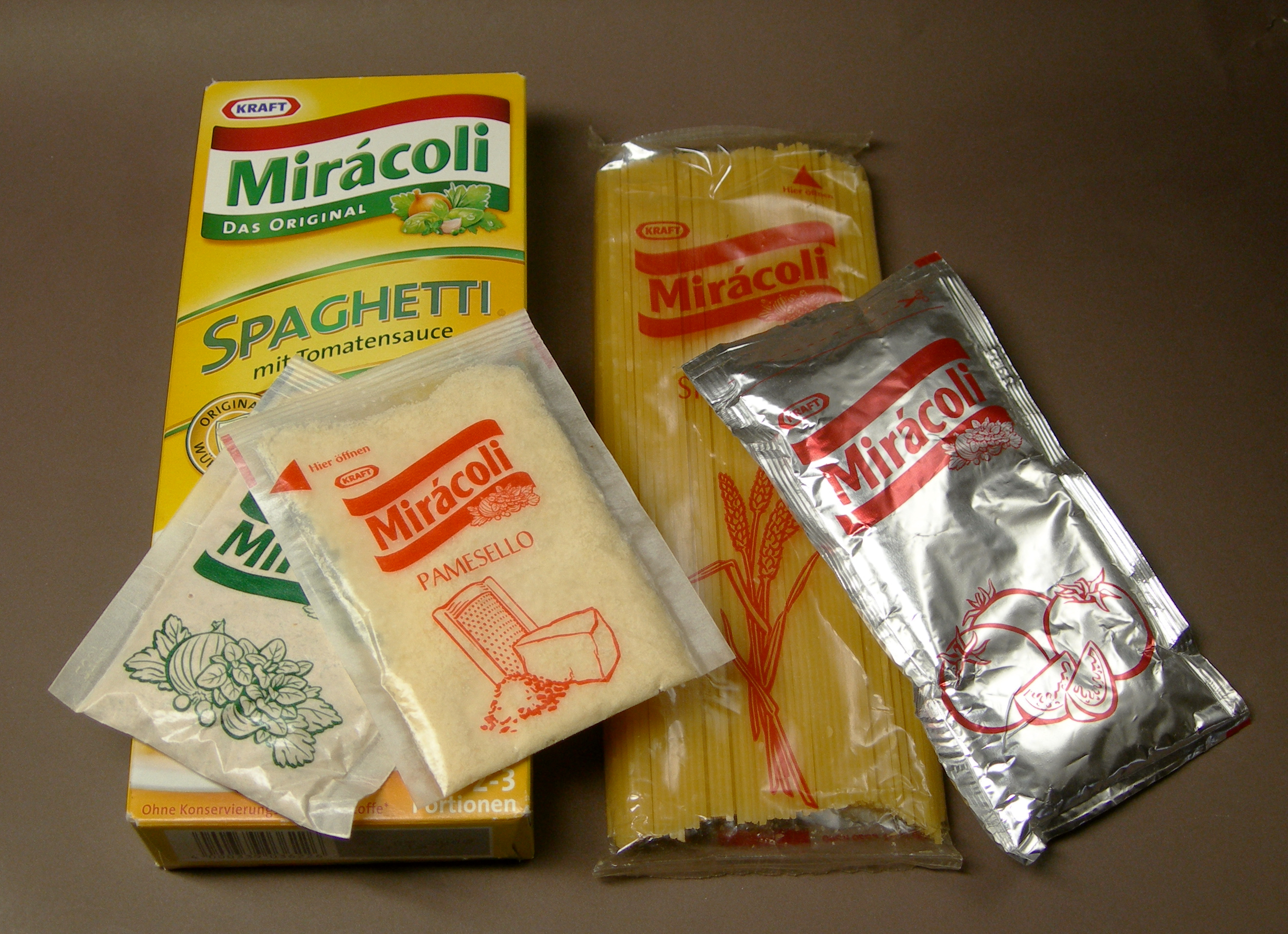
Packung der klassischen Mirácoli mit Inhalt, wie sie bis Ende März 2019 produziert wurde.
Von links: Würzmischung, Hartkäse, Nudeln und Tomatenmark

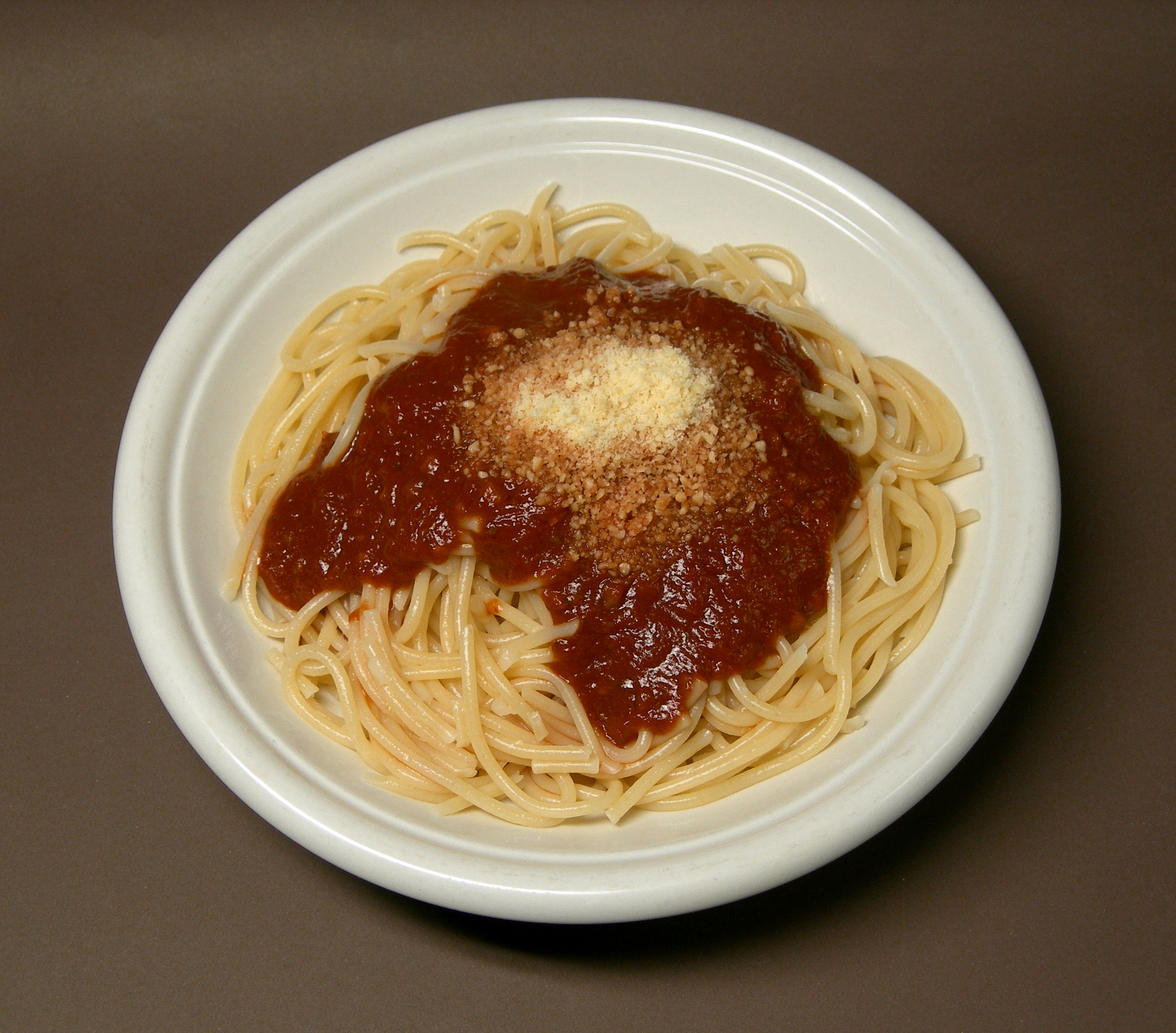
Zubereitete Mirácoli

Mirácoli (von italienisch miracolo „Wunder“ abgeleiteter Markenname) ist ein an Spaghetti alla napoletana angelehntes Halbfertiggericht des Lebensmittelkonzerns Mars. Ursprünglich war Mirácoli eine Marke von Kraft Foods, bis sie 2012 verkauft wurde. Nach dem Verkauf der Marke an Mars wurde die Produktion von Mirácoli in Bad Fallingbostel beendet und in die Niederlande verlagert. In Deutschland wurde Mirácoli 1961 eingeführt und entwickelte sich zu einem der bekanntesten Fertiggerichte.
Mirácoli besteht aus einer Packung Spaghetti mit abgepackten Zutaten für die Sauce – Tomatenmark und eine Würzmischung aus Salz, Zwiebelpulver, modifizierter Stärke, Zucker, Würze, Kräutern und Gewürzen mit Rote-Bete-Pulver als Farbstoff. Zur Zubereitung werden die Nudeln gekocht; die Sauce wird aus dem Tomatenmark und der Würzmischung mit Wasser (und wahlweise ein wenig Butter oder Olivenöl) hergestellt.
Die Packung enthielt ursprünglich eine Tüte mit geriebenem Hartkäse, der zunächst Parmesello, später Pamesello hieß. Dieses Kunstwort sollte an Parmesan erinnern, der jedoch nicht enthalten war. Am Ende wurde auf eine Bezeichnung verzichtet; auch auf der Zutatenliste war nur noch von „Käse (aus Milch)“ die Rede. Seit April 2019 wurde die Beilage weggelassen, damit laut Hersteller „jeder Kunde selbst entscheiden kann, ob er Käse zu seinem Pastagericht essen möchte“. Außerdem wurden die Mengen von Tomatensauce und Kräutermischung reduziert, der Preis blieb jedoch gleich. Im Mai 2019 wurde auf der Plattform change.org eine Online-Petition zur Wiedereinführung der Pamesello-Tüte gestartet. Im Januar 2020 wählten Verbraucher bei einer Abstimmung der Verbraucherzentrale Hamburg Mirácoli zur „Mogelpackung des Jahres 2019“.
Mittlerweile gibt es unter dem Namen Mirácoli verschiedene, ähnlich konfektionierte Nudelgerichte und zusätzliche Fertigsaucen, die nur noch erwärmt werden müssen.
Zutaten: Tomaten (80 %), Tomatenmark (4,6 %), Zwiebeln (4,0 %), Karotten (3,0 %), Zucker, Modifizierte Stärke, Salz, Sonnenblumenöl, Zwiebelpulver, Kräuter (enthält Sellerie, Oregano), Knoblauch getrocknet, Säureregulator (Citronensäure), Gewürze.